# Tagulalijsterdikkop
De tagulalijsterdikkop  (Colluricincla discolor) is een zangvogel uit de familie Pachycephalidae (dikkoppen en fluiters).

## Taxonomie
Deze soort was eerder een ondersoort van de arafuralijsterdikkop (C. megarhyncha). Moleculair genetisch onderzoek gepubliceerd in 2011 en 2108 leidde tot een andere indeling in soorten en ondersoorten.

## Verspreiding
De vogel komt voor op het eiland  Sudest (ook wel Tagula genoemd) dat behoort tot de eilandengroep de Louisiaden van Papoea-Nieuw-Guinea (provincie Milne Bay). 

## Leefgebied
Het leefgebied bestaat uit tropisch en subtropisch regenwoud of natuurlijk tropisch montaan bos.